# Spring Park
Spring Park es una ciudad ubicada en el condado de Hennepin, Minnesota, Estados Unidos. Según el censo de 2020, tiene una población de 1734 habitantes.
Está situada en una península con costas sobre el lago Minnetonka, a unos 30 kilómetros al oeste de Mineápolis. 

## Geografía
La localidad está ubicada en las coordenadas 44°56′9″N 93°37′48″O / 44.93583, -93.63000 (44.935926, -93.63011). Según la Oficina del Censo de los Estados Unidos, Spring Park tiene una superficie total de 1.56 km², de la cual 0.91 km² corresponden a tierra firme y 0.65 km² es agua.

## Demografía
Según el censo de 2020, hay 1734 personas residiendo en Spring Park. La densidad de población es de 1905.49 hab./km². El 89.39% son blancos, el 2.42% son afroamericanos, el 0.40% son amerindios, el 2.71% son asiáticos, el 0.06% es isleño del Pacífico, el 0.52% son de otras razas y el 4.50% son de una mezcla de razas. Del total de la población, el 1.33% son hispanos o latinos de cualquier raza.